# Mark Radford
Pour les articles homonymes, voir Radford.
Mark Radford, né le 5 juillet 1959 à Tacoma (État de Washington), est un joueur américain de basket-ball.

## Biographie
Il est choisi lors de la draft 1981 à sa sortie de l'Université d'État de l'Oregon (tout comme Steve Johnson au 1er tour et Ray Blume au 2e) en 53e position par les SuperSonics de Seattle, Mark Radford dispute 97 rencontres dans l'Oregon sur deux saisons.
Le 18 août 1983, Seattle le transfère avec James Donaldson, Greg Kelser, un premier tour de draft 1984 (qui sera Michael Cage) et un second tour de draft 1985 (qui sera Calvin Duncan) aux Clippers de San Diego contre Tom Chambers, Al Wood, un troisième tour de draft 1984 (qui sera Terry Williams), et un second tour de draft 1987 (qui sera Fred Banks).

## Distinctions personnelles
- Meilleur cinq de la All-Pac-10 (1981)